# Kościół Niepokalanego Poczęcia Najświętszej Maryi Panny w Policach
Kościół Niepokalanego Poczęcia Najświętszej Maryi Panny w Policach – to współczesny kościół Mariacki Polic zlokalizowany przy ulicy Wojska Polskiego (Parafia rzymskokatolicka Niepokalanego Poczęcia NMP przy ulicy Mazurskiej 1).

## Historia i architektura
Zbudowany w 1894 roku, w okresie wprowadzania gruntownych zmian w architekturze miasta. Zastąpił dawny gotycki kościół Mariacki z XIII wieku, znajdujący się do XIX wieku na Rynku Starego Miasta. Ponad 60-metrowa wieża stanowi charakterystyczny element panoramy starówki.
W czasie II wojny światowej został zniszczony dach, a wnętrze ogołocono. Po wojnie dach odbudowano. Odnaleziono też u rodziny Ostrowskich mieszkających przed i po wojnie w Policach pozostawione przez Niemców szaty i naczynia liturgiczne. 8 grudnia 1951 roku erygowano parafię pw. Niepokalanego Poczęcia Najświętszej Maryi Panny. W latach 70. XX w. kościół ponownie wymalowano i odnowiono, założono też w oknach nawy bocznej witraże i wyremontowano wieżę kościelną. Artysta Kazimierz Bieńkowski położył sgraffito w prezbiterium i nawie. W 1972 r. zbudowano plebanię, a w 1976 klasztorek. W 1981 roku założono nowe organy. Od 1996 roku w kościele odbywały się koncerty Polickich Dni Muzyki „Cecyliada”.
Kościół wraz z przykościelnym cmentarzem są wpisane do rejestru zabytków (nr rej.: A-58 z 23.03.2001).
Odpust parafialny odbywa się 8 grudnia.

### Posługa duszpasterska
Proboszczowie parafii Niepokalanego Poczęcia NMP:
1. ks. Henryk Domalewski 1946 - 1951
2. ks. Czesław Jarecki 1951 - 1952
3. ks. dr Jan Mleczko 1952 - 1954
4. ks. Piotr Żagiński 1954 - 1956
5. ks. Mieczysław Brzozowski 1957 - 1960
6. ks. Michał Suliga 1960 - 1962
7. ks. Zygmunt Marcinkowski 1962 - 1963
8. ks. Kazimierz Treder 1963 - 1986
9. ks. Kazimierz Metryka 1986 - 2012
10. ks. kan. Marian Kucharczyk od 2012

## Zdjęcia

Kościół Niepokalanego Poczęcia Najświętszej Maryi Panny w Policach
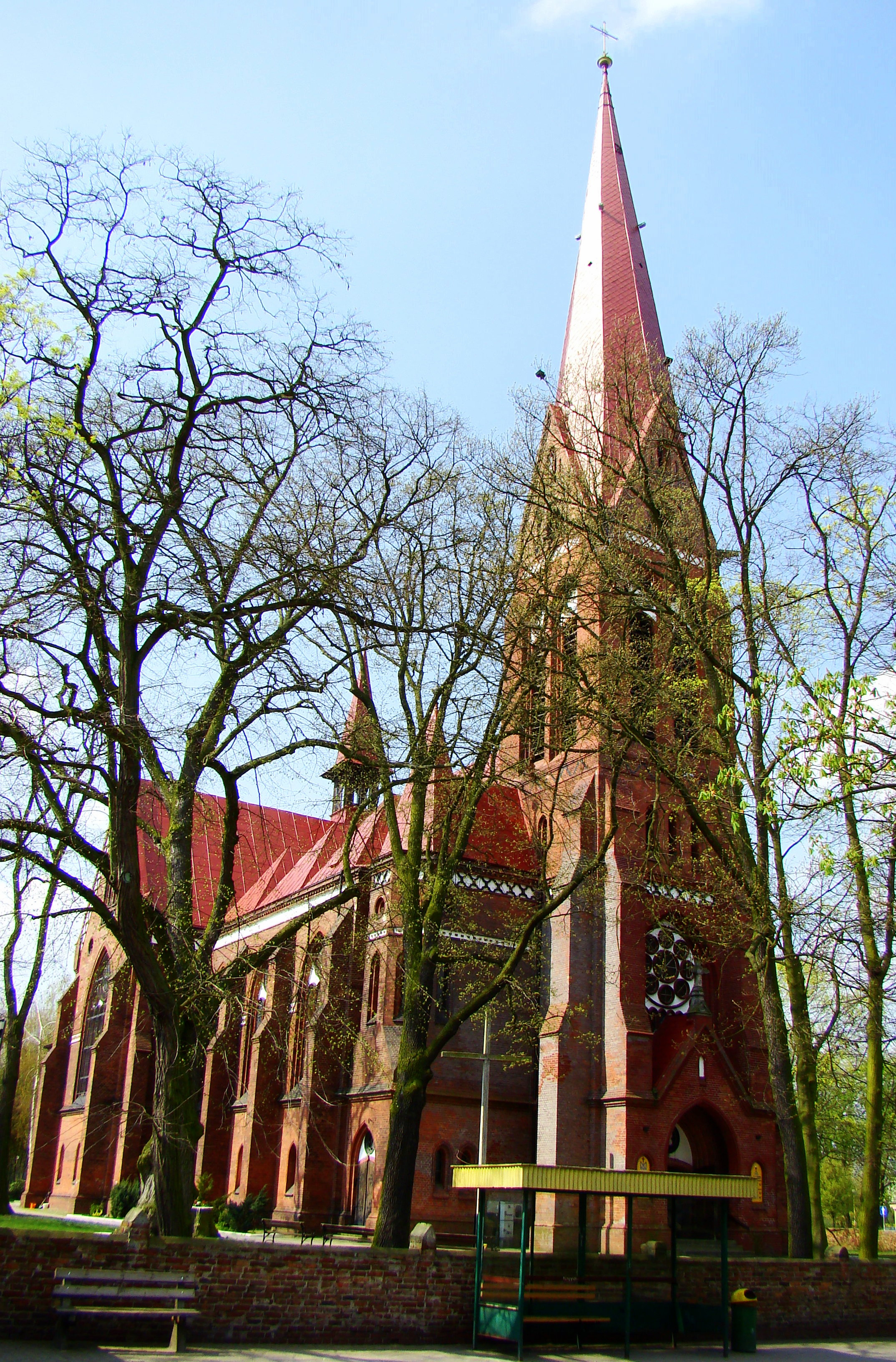
Kościół Niepokalanego Poczęcia NMP
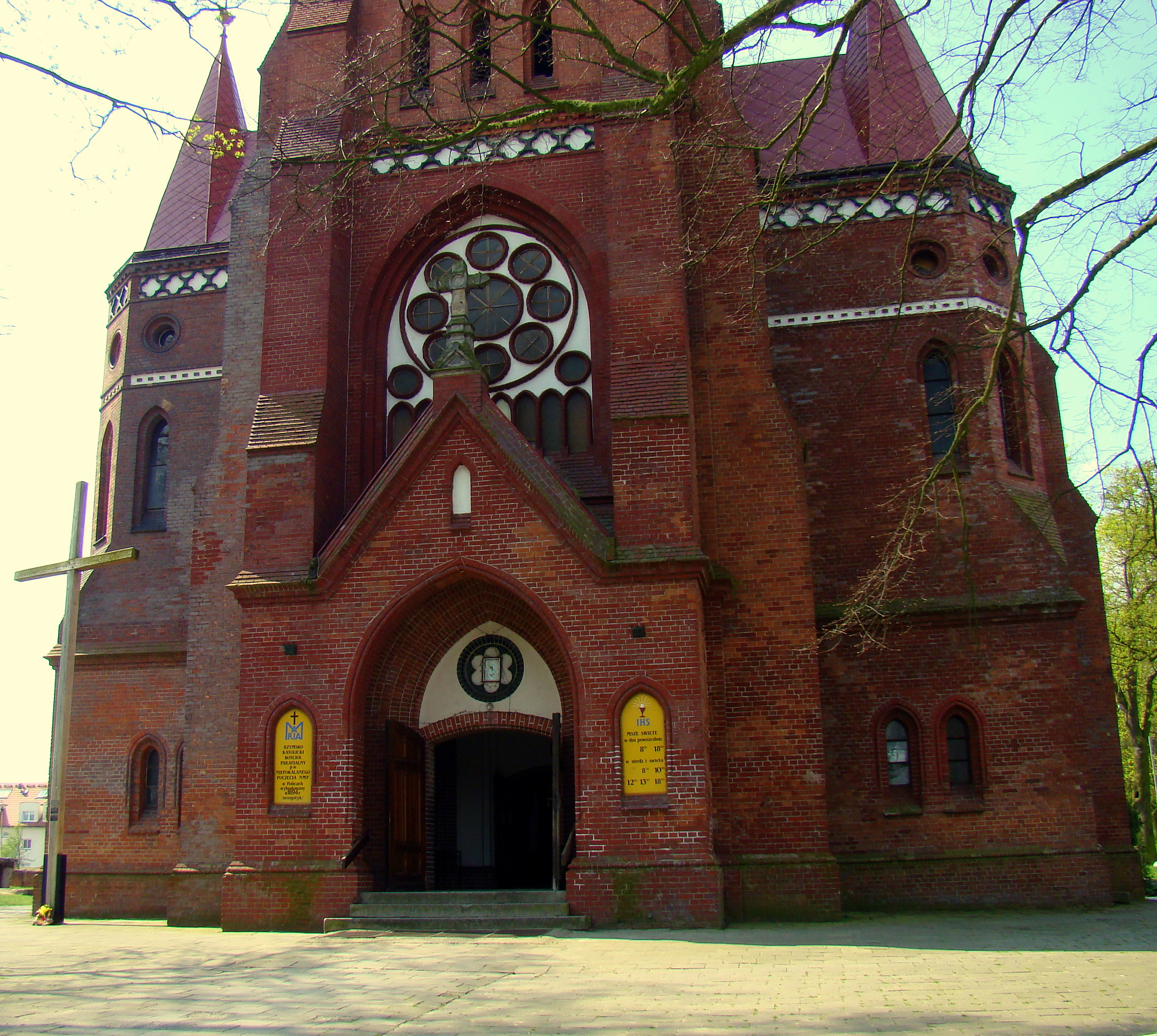
Kościół Niepokalanego Poczęcia NMP (wejście główne)
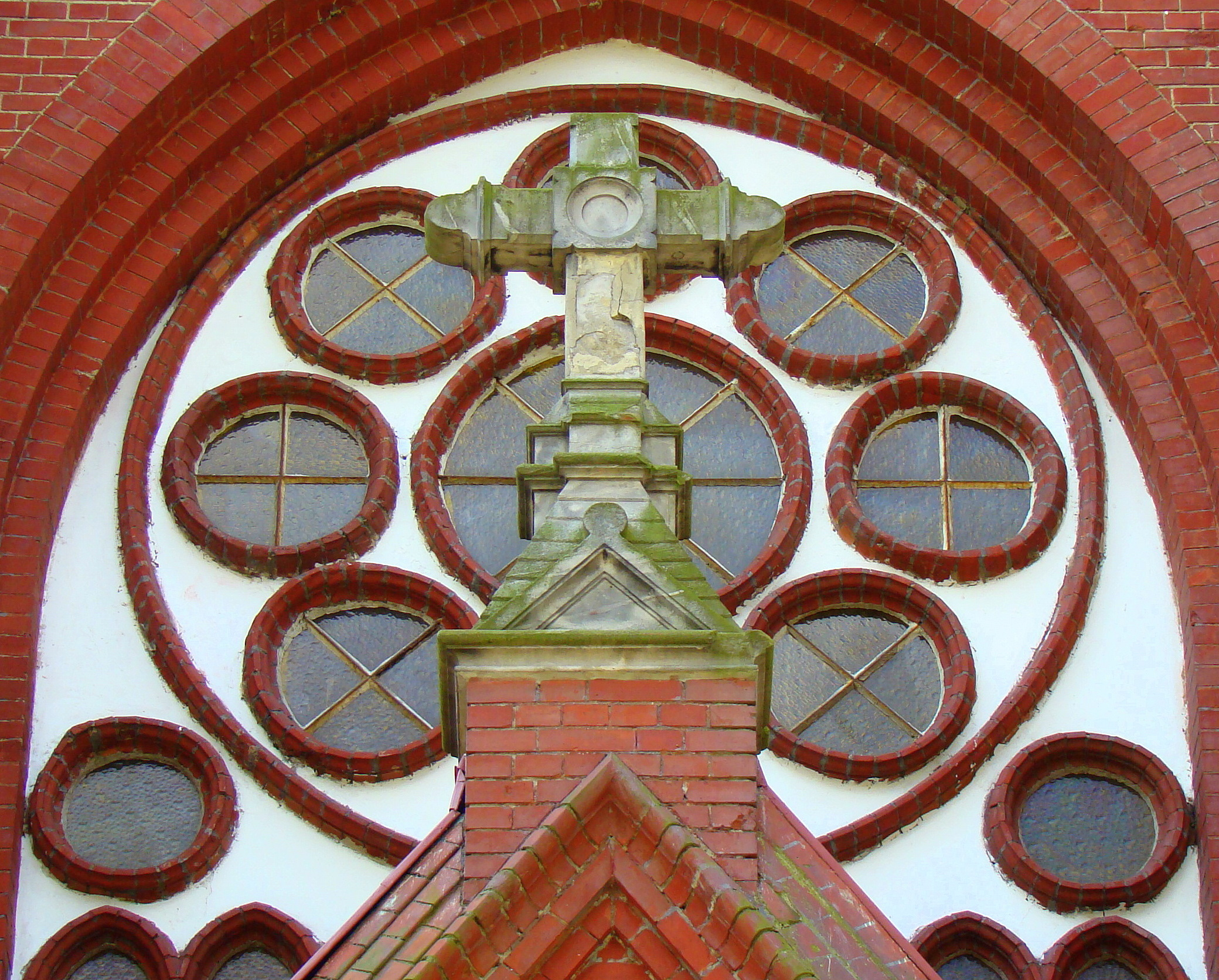
Kościół Niepokalanego Poczęcia NMP (krzyż nad wejściem głównym)
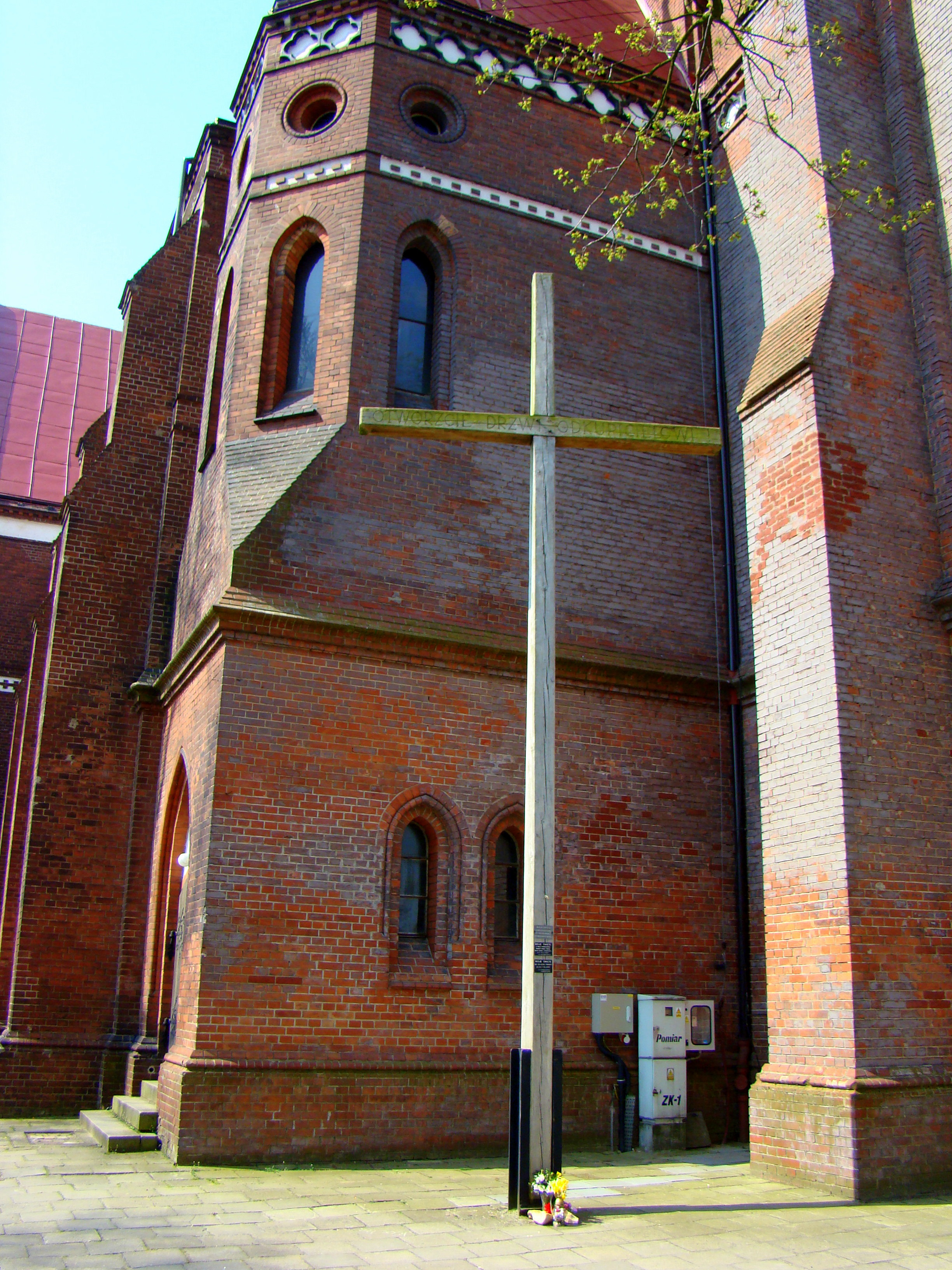
Kościół Niepokalanego Poczęcia NMP (krzyż przykościelny)
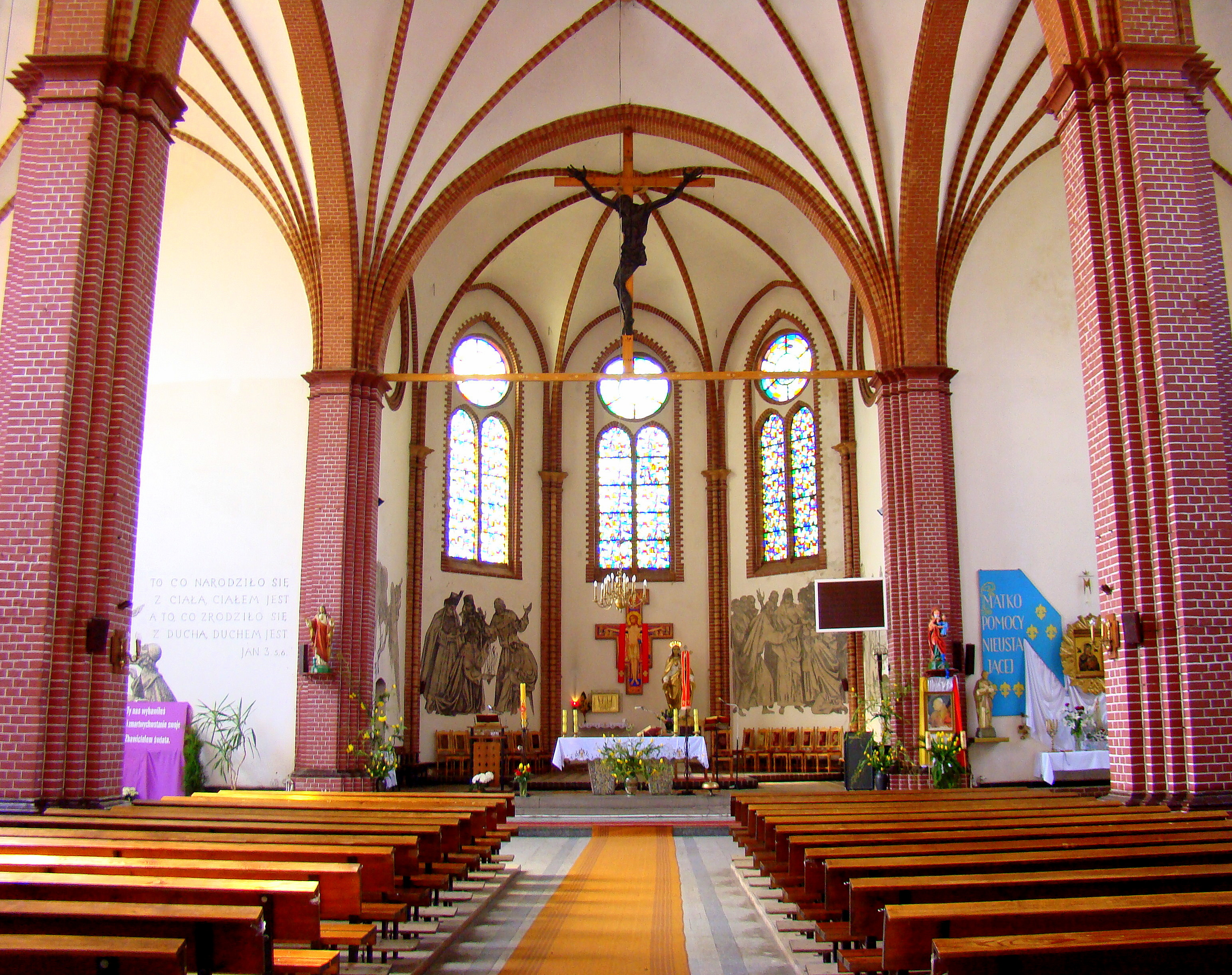
Kościół Niepokalanego Poczęcia NMP (wnętrze)
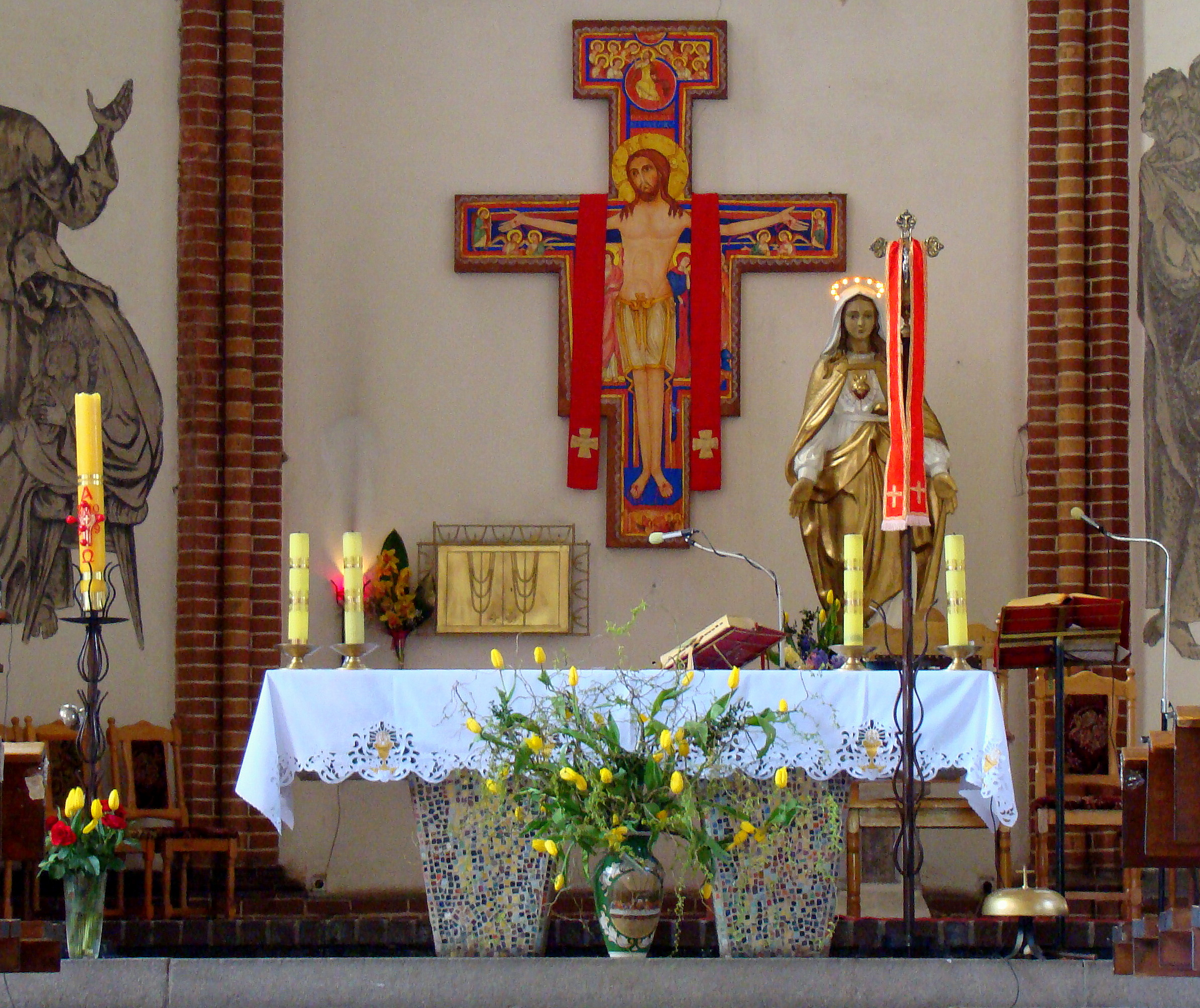
Kościół Niepokalanego Poczęcia NMP (prezbiterium)
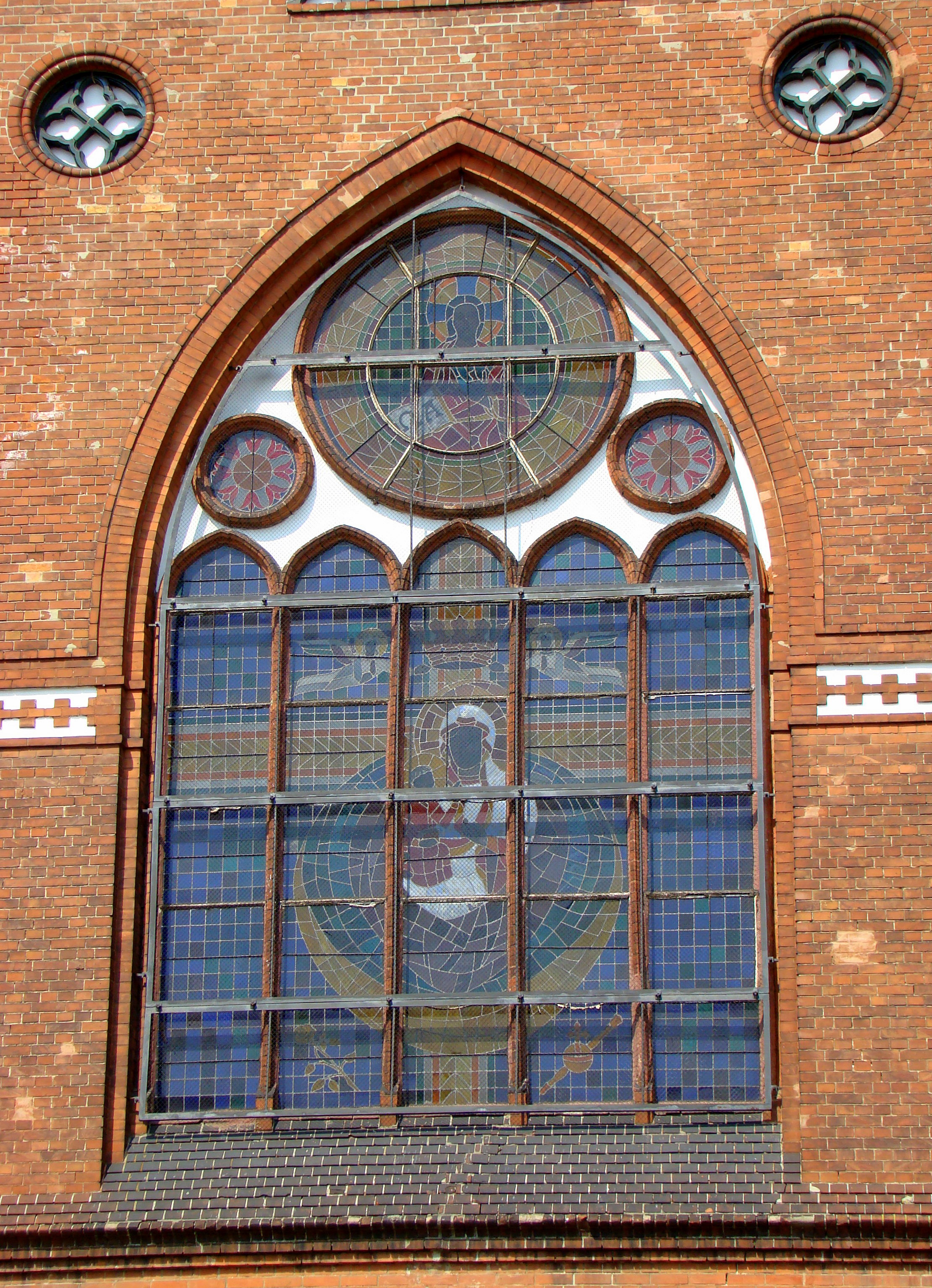
Kościół Niepokalanego Poczęcia NMP (witraż w ścianie południowej)
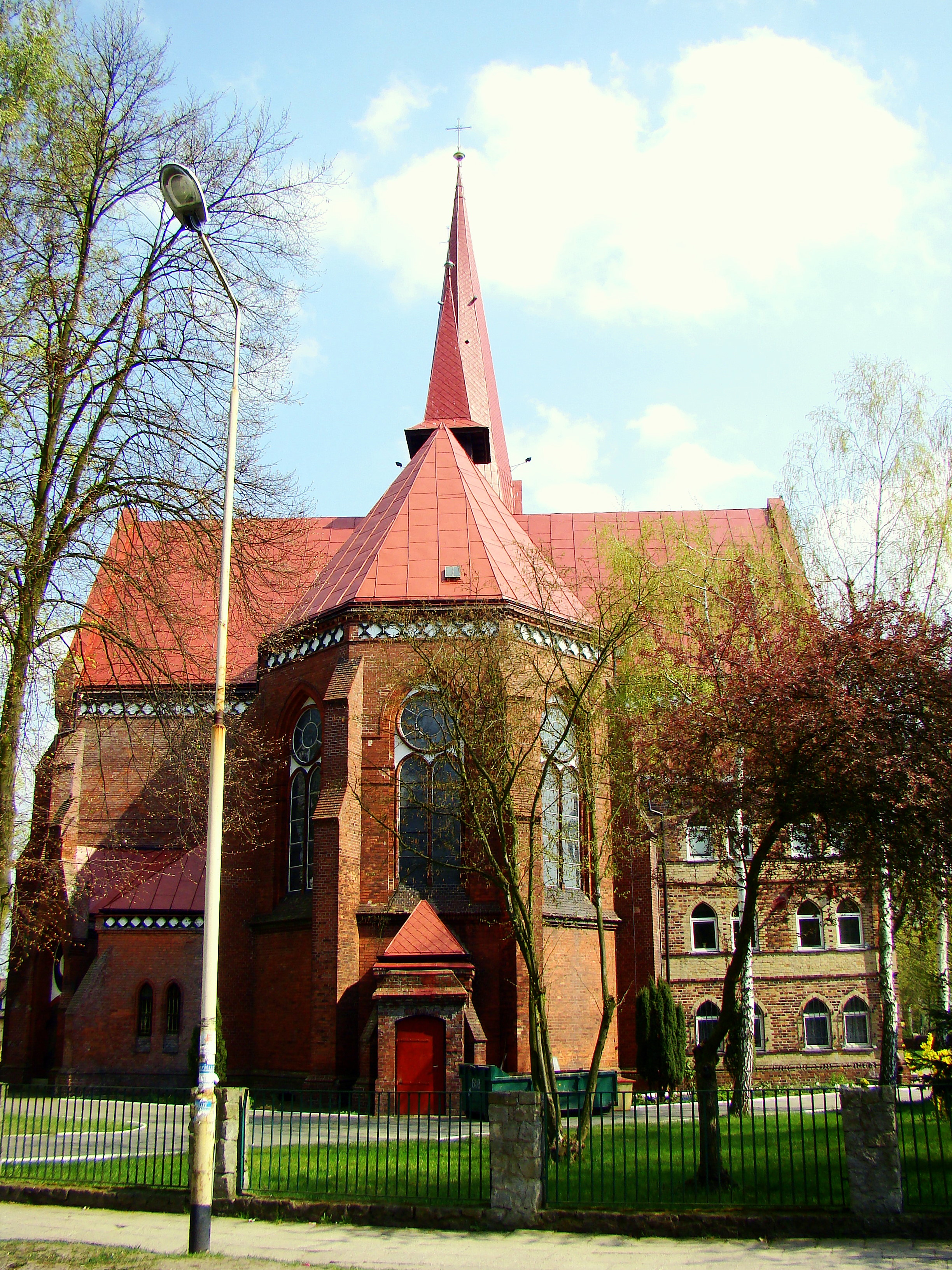
Kościół Niepokalanego Poczęcia NMP w Policach (ściana zachodnia)